# Musinci
Musinci (makedonska: Мусинци) är en ort i Nordmakedonien. Den ligger i kommunen Mogila, i den södra delen av landet, 90 km söder om huvudstaden Skopje. Musinci ligger 630 meter över havet och antalet invånare är 388.